# Héros de l'Union soviétique
Pour un article plus général, voir Titres honorifiques, ordres, décorations et médailles de l'Union soviétique.
Pour les articles homonymes, voir HSU.
Le titre de héros de l'Union soviétique (en russe : Герой Советского Союза, Gueroï Sovietskogo Soïouza) est le plus haut titre honorifique et le degré suprême de distinction de l'Union soviétique.

## Histoire
Il incluait l'ordre de Lénine et, comme signe d'excellence, la médaille de l'Étoile d'or avec le certificat de l'accomplissement héroïque (en russe : Грамота, Gramota) délivré par l'institution ayant la plus haute autorité administrative sur l'ensemble du territoire, le Præsidium du Soviet suprême. La récompense fut instituée le 16 avril 1934. Des femmes, notamment des soldats, y furent élevées.
La majorité des 12 500 récipiendaires la reçurent pendant la Seconde Guerre mondiale.
Les premiers décorés furent les pilotes Anatoli Liapidevski, Sigismund Levanevski, Vassili Molokov, Mavriki Slepniov, Mikhaïl Vodopianov, Ivan Doronine et Nikolaï Kamanine, qui participèrent avec succès à la recherche aérienne et au sauvetage de l'équipage du brise-glace Tcheliouskine, qui coula dans les eaux de l'océan Arctique, écrasé par les champs de glace le 13 février 1934.
Il y eut plus de cent héros pilotes dont les pilotes de chasse Alexandre Pokrychkine et Ivan Kojedoub et les Français Marcel Albert, Jacques André, Roland de La Poype et Marcel Lefèvre, tout quatre pilotes de l'escadrille Normandie-Niémen. Le résistant Oleksiy Fedorov a été deux fois « héros de l'Union soviétique ».
Les deux seuls hommes à recevoir le titre quatre fois furent le maréchal de l'Union soviétique Gueorgui Joukov et le secrétaire général du PCUS Léonid Brejnev.
Le titre a été assez systématiquement attribué aux cosmonautes et spationautes (y compris étrangers) ayant participé au programme spatial soviétique.
Après la dislocation de l'Union soviétique, en 1991, cette distinction fut remplacée en Russie par celle de héros de la fédération de Russie.

## Liste partielle de médaillés

### Une fois
- Rouslan Aouchev
- Mikhaïl Babouchkine
- Konstantin Badiguine
- Maria Baïda
- Vera Belik
- Mark Chévéliov
- Piotr Chirchov
- Jean-Loup Chrétien
- Mariya Dolina
- Evgueni Fiodorov
- Youri Gagarine
- Alexandre Gladkov
- Valentina Grizodoubova
- Anna Iegorova
- Meliton Kantaria
- Vladimir Konovalov
- Zoïa Kosmodemianskaïa
- Nikolaï Kouznetsov
- Dmitri Fiodorovitch Lavrinenko
- Alexandre Marinesko
- Yelena Mazanik
- Nikolaï Melnik
- Aliya Moldagulova
- Ievdokia Nikoulina
- Khanpacha Nouradilov
- Maria Oktiabrskaïa
- Polina Ossipenko
- Mikhefl Ostrekine
- Alexeï Panfilov
- Lioudmila Pavlitchenko
- Ievgueni Pepeliaïev
- Endel Puusepp
- Marina Raskova
- Otto Schmidt
- Ivan Pavlovitch Sereda
- Viatcheslav Sirotine
- Joseph Staline
- Richard Sorge
- Valeri Tchkalov
- Valentina Terechkova
- Evgueni Tolstikov
- Vassili Zaïtsev

### Deux fois
- Həzi Aslanov
- Hovhannes Bagramian
- Vladimir Kokkinaki
- Sydir Kovpak
- Soultan Amet-Khan
- Ivan Papanine
- Semion Timochenko
- Pavel Popovitch
- Oleg Makarov
- Oleksiy Fedorov
- Svetlana Savitskaïa
- Alexandre Vassilievski

### Trois fois
- Semion Boudienny
- Ivan Kojedoub
- Alexandre Pokrychkine

### Quatre fois
- Léonid Brejnev
- Gueorgui Joukov

### Étrangers
- Afghanistan : Abdul Ahad Mohmand
- Algérie : Ahmed Ben Bella
- Allemagne de l'Est : Erich Honecker
- Allemagne de l'Est : Erich Mielke
- Allemagne de l'Est : Sigmund Jähn
- Allemagne de l'Est : Walter Ulbricht
- Bulgarie : Georgi Ivanov
- Cuba : Fidel Castro
- Cuba : Arnaldo Tamayo Méndez
- Espagne : Ramón Mercader
- France : Jean-Loup Chrétien
- France : Marcel Albert
- France : Jacques André
- France : Roland de La Poype
- France : Marcel Lefèvre
- Hongrie : Bertalan Farkas
- Inde : Rakesh Sharma
- Mongolie : Jugderdemidiin Gurracha
- Pologne : Mirosław Hermaszewski
- Pologne : Aniela Krzywoń
- République arabe unie : Gamal Abdel Nasser
- Syrie : Muhammed Faris
- République tchèque : Josef Buršík
- République tchèque : Otakar Jaroš
- République tchèque : Ján Nálepka (Slovaque)
- République tchèque : Vladimír Remek
- République tchèque : Antonín Sochor
- République tchèque : Ludvík Svoboda
- République tchèque : Stěpan Vajda (Rusyn)
- République tchèque : Richard Tesařík
- Viêt Nam : Phạm Tuân

## Liste des lieux médaillés
Le titre de héros de l'Union soviétique a été décerné à des lieux pour le courage dont leurs habitants ont fait preuve pendant la Grande Guerre patriotique. Le premier site à recevoir, en 1965, cette prestigieuse distinction est la forteresse de Brest-Litovsk, en Biélorussie, haut lieu symbolique de la résistance à l'invasion allemande lors de l'opération Barbarossa.
- Biélorussie : forteresse de Brest-Litovsk
- Russie : Stalingrad (aujourd'hui Volgograd)
- Ukraine : Kiev
- Russie : Leningrad (aujourd'hui Saint-Pétersbourg)
- Russie : Moscou
- Ukraine : Odessa
- Ukraine : Sébastopol
- Ukraine : Kertch
- Russie : Novorossiïsk
- Biélorussie : Minsk
- Russie : Toula
- Russie : Mourmansk
- Russie : Smolensk